# بغوي

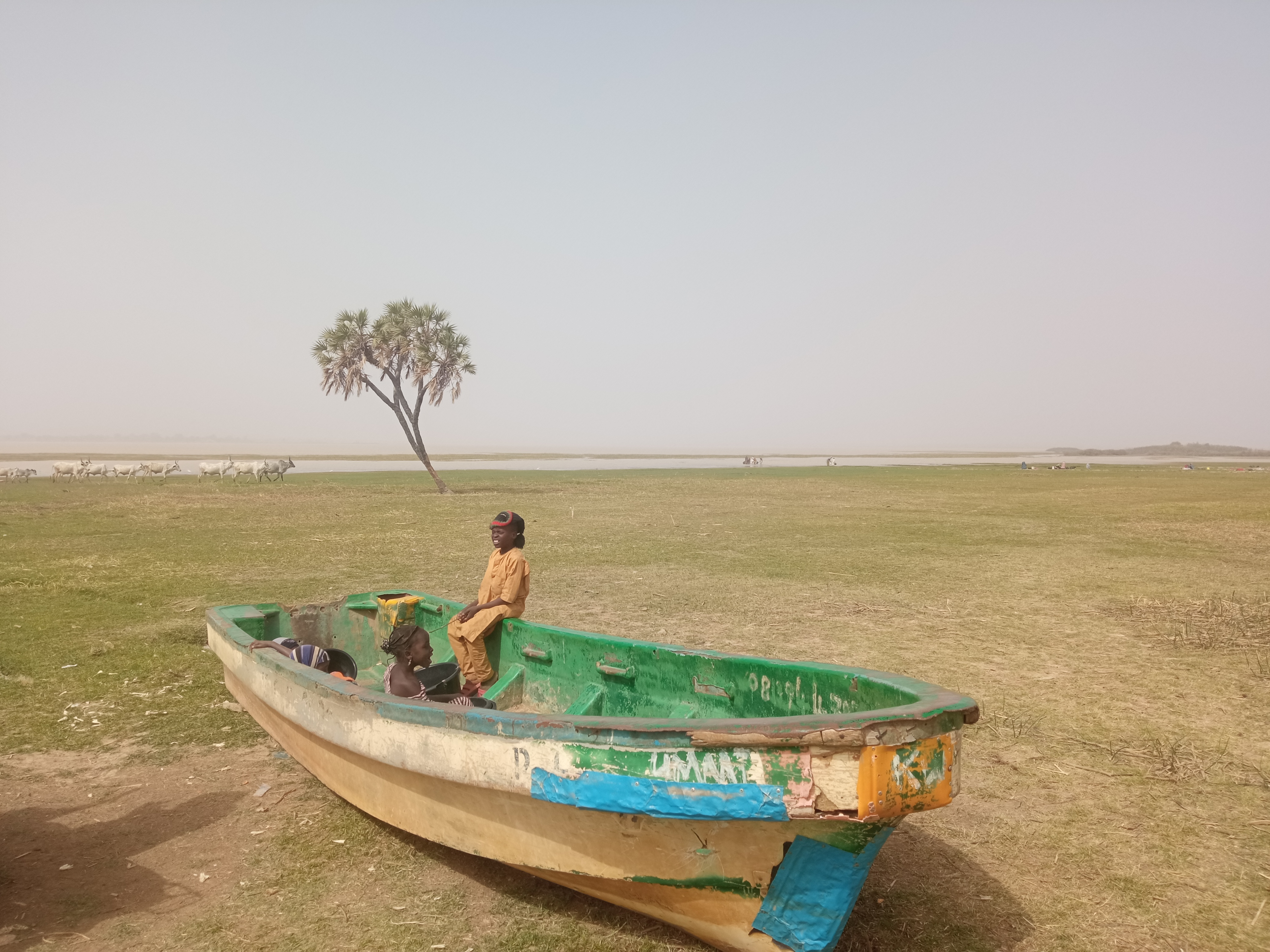

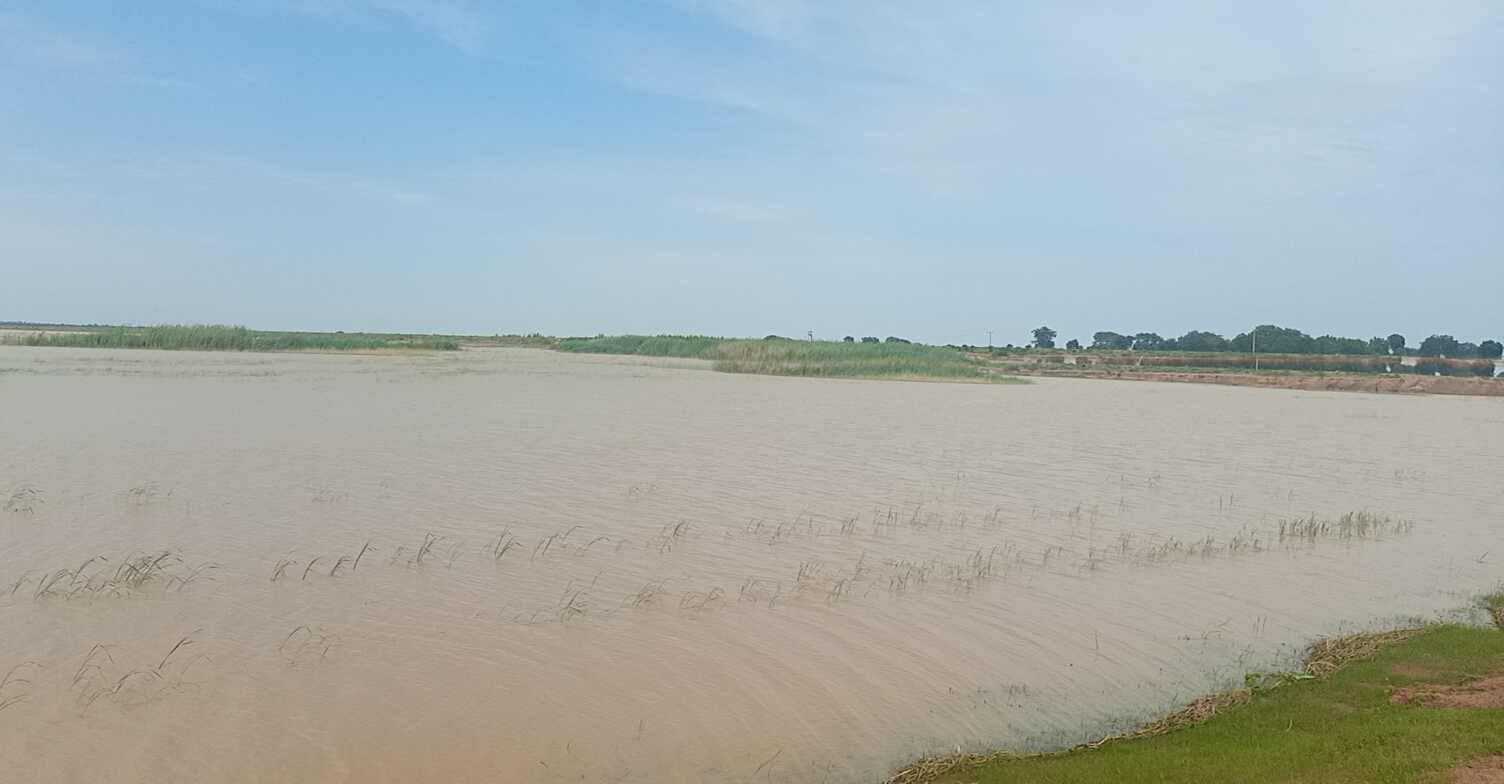

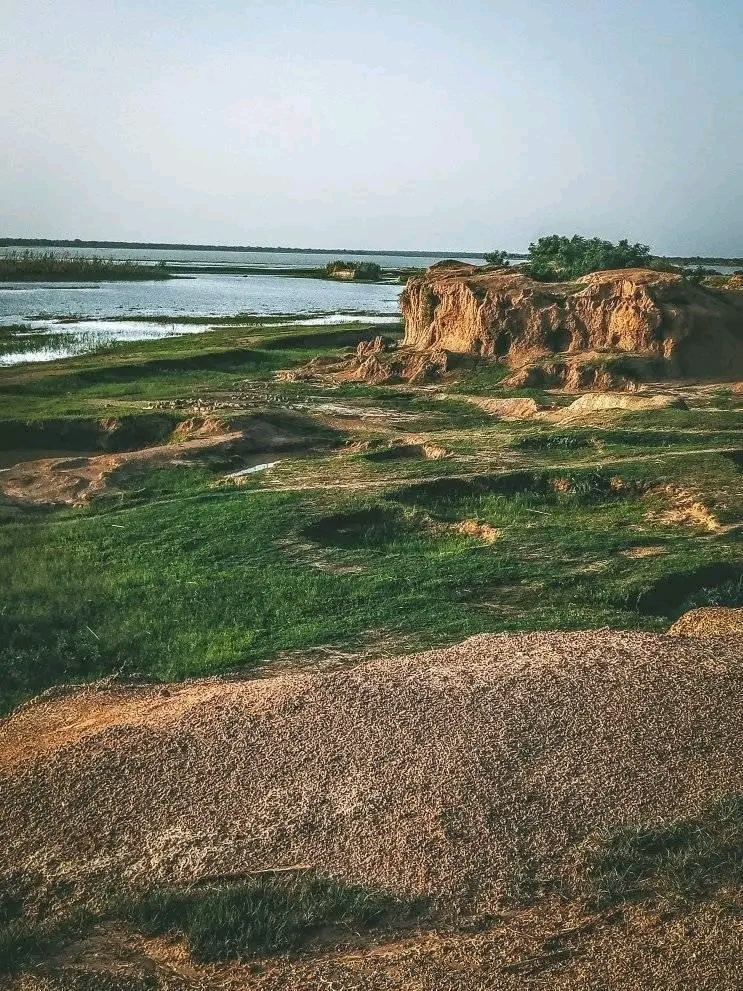
سد واتاري

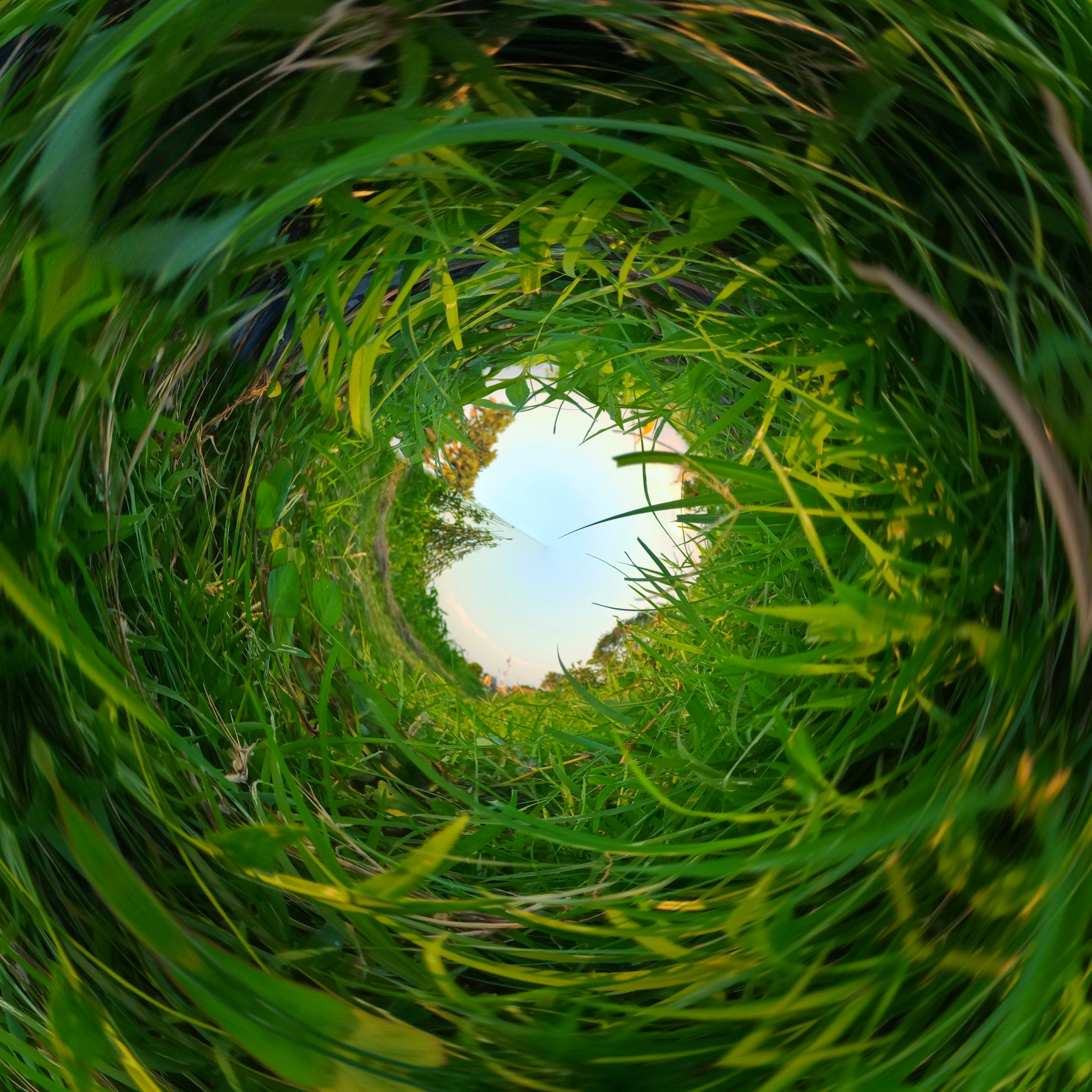

بغوي هي منطقة حكومية محلية في ولاية كانو ، نيجيريا . ومقرها يقع في مدينة بغوي.

## تاريخ
تاريخ بغوي طويل ويحتوي على العديد من العجائب.

## المنطقة والسكان
يبلغ عدد مناطقها 405. كم2 وبلغ عدد سكانها 2 في تعداد عام 2006. يقع ثالث أكبر سد في ولاية كانو في بغوي. رمز المنطقة هو 701.

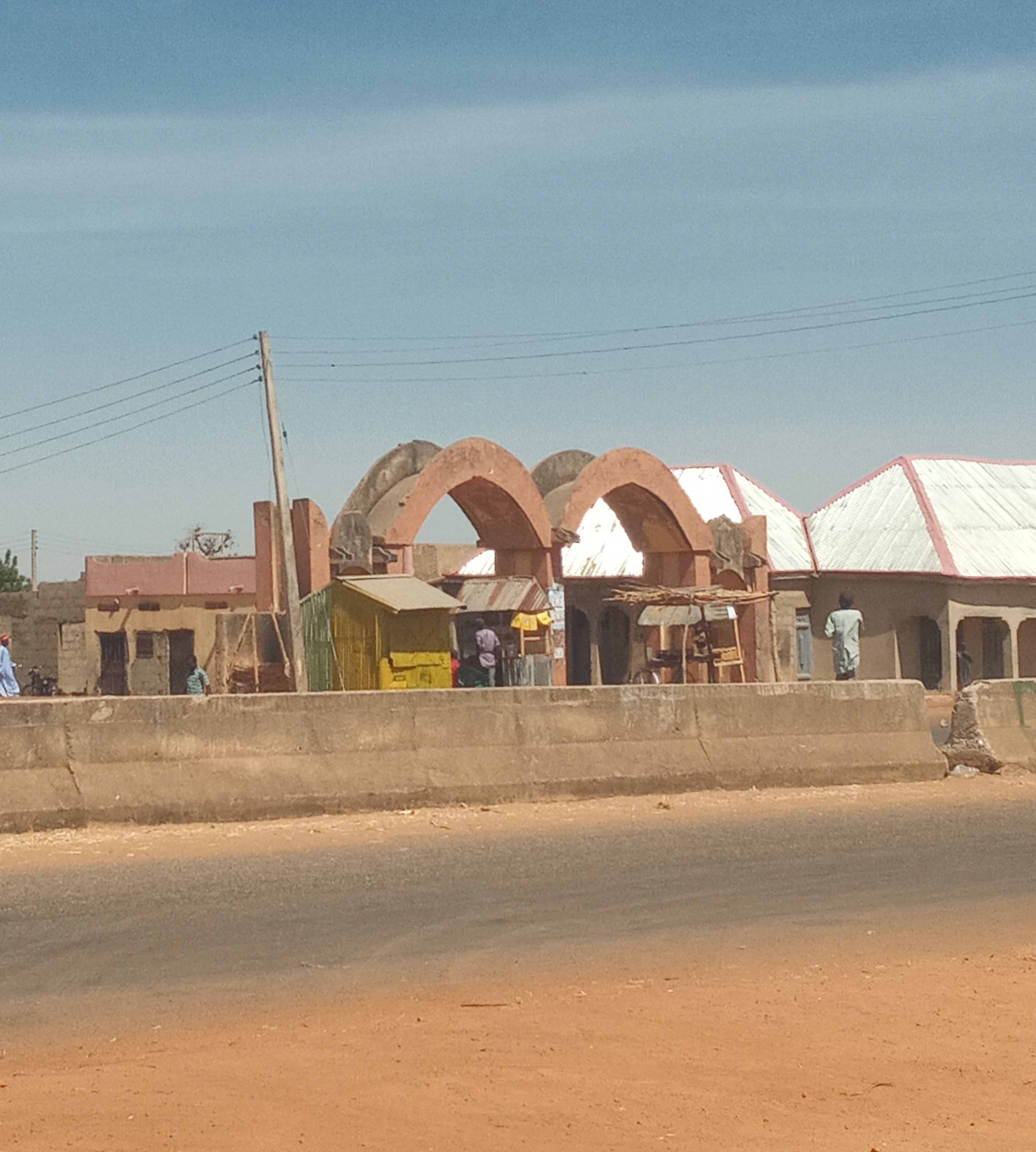
بوابة مدينة باجواي

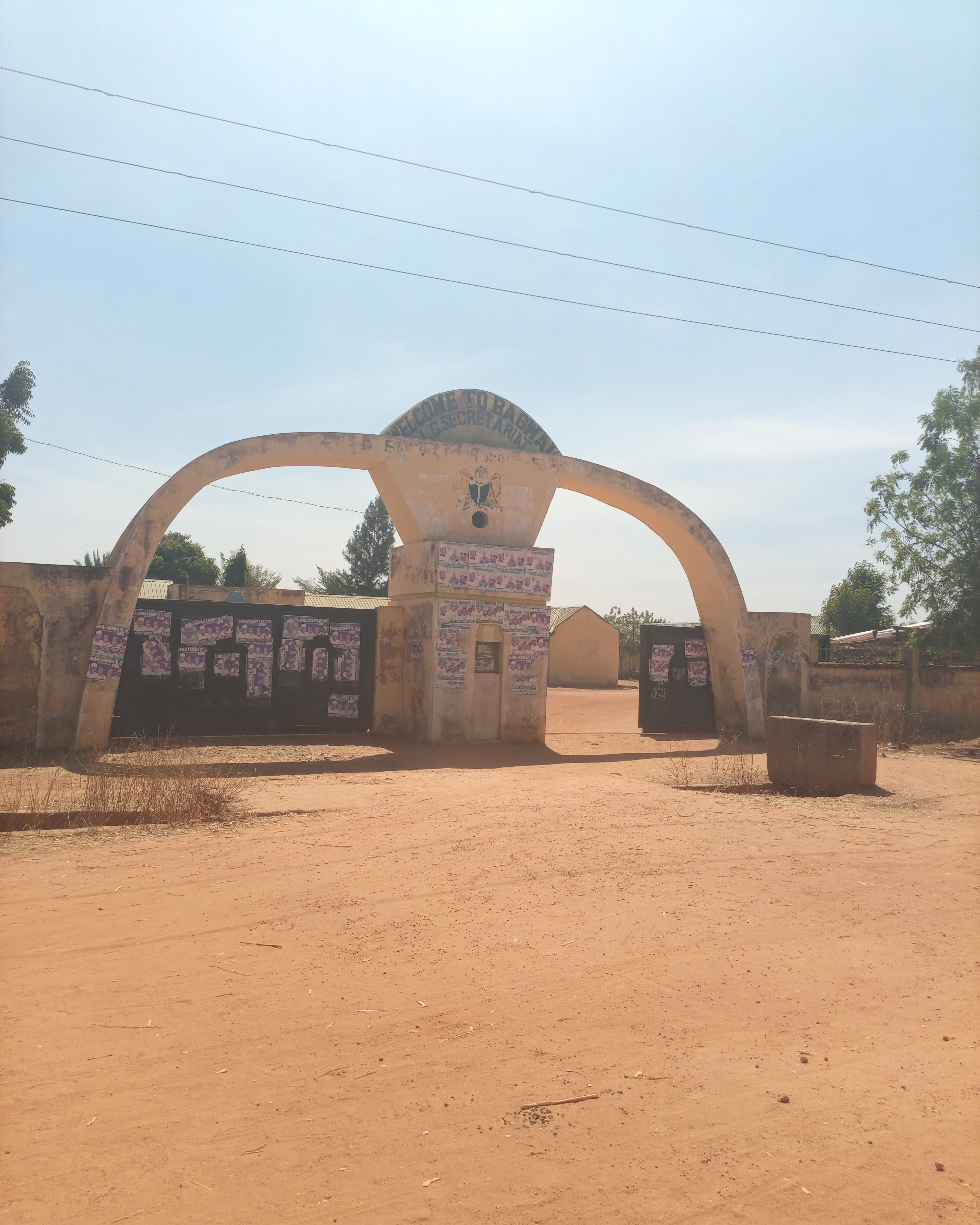
سكرتارية الحكومة المحلية في باجواي

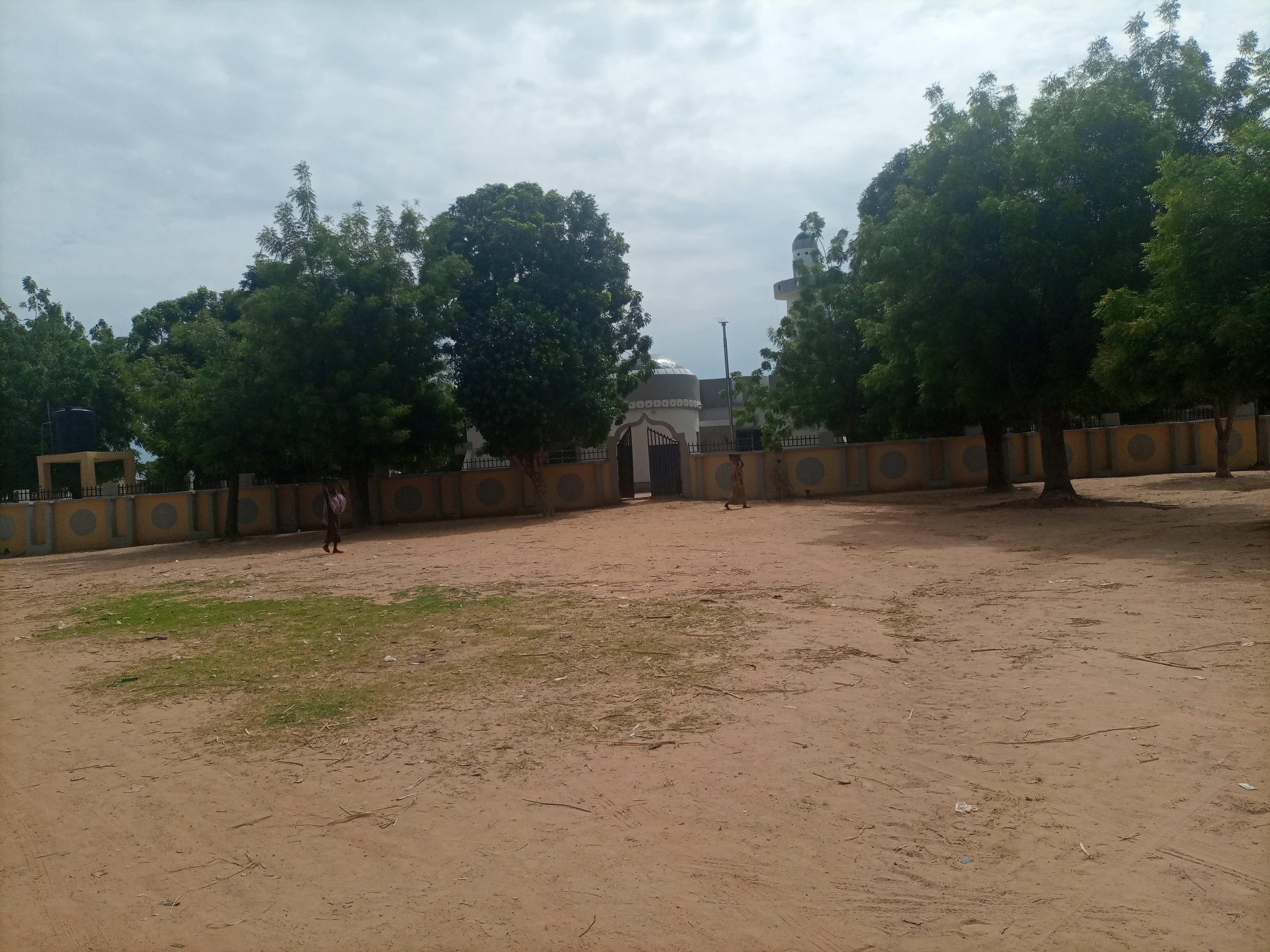
مسجد باجواي

## الدوائر الانتخابية
هناك عشرة أقسام في منطقة الحكومة المحلية في بغوي:
- بغوي
- طنغاط
- غدني
- غوغوري
- كياو
- كوجلي
- ريمين داكو
- رومو
- سري سري
- ورو بغا

## الصور

قارب في سد واتاري باجواي قارب في سد واتاري باجواي
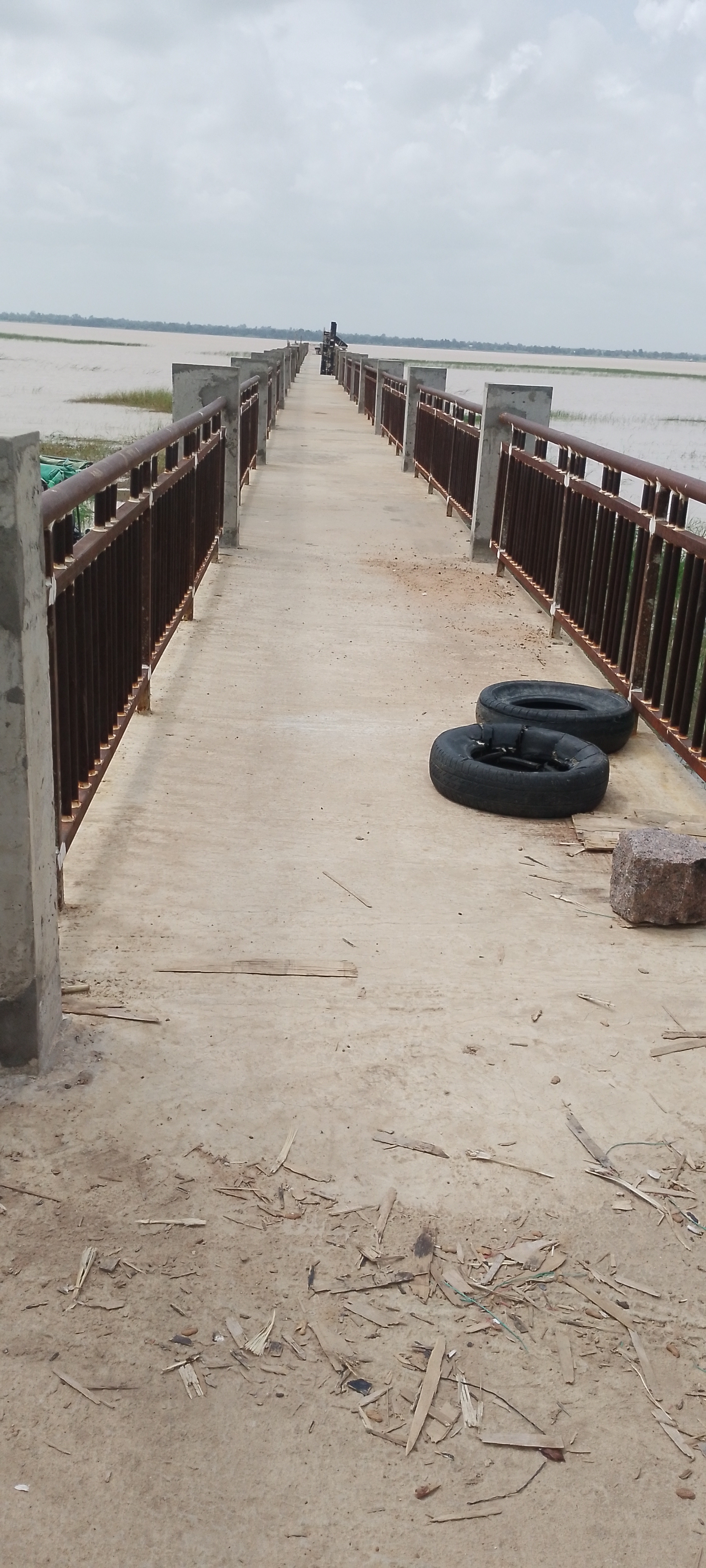
سد واتاري  [لغات أخرى]‏
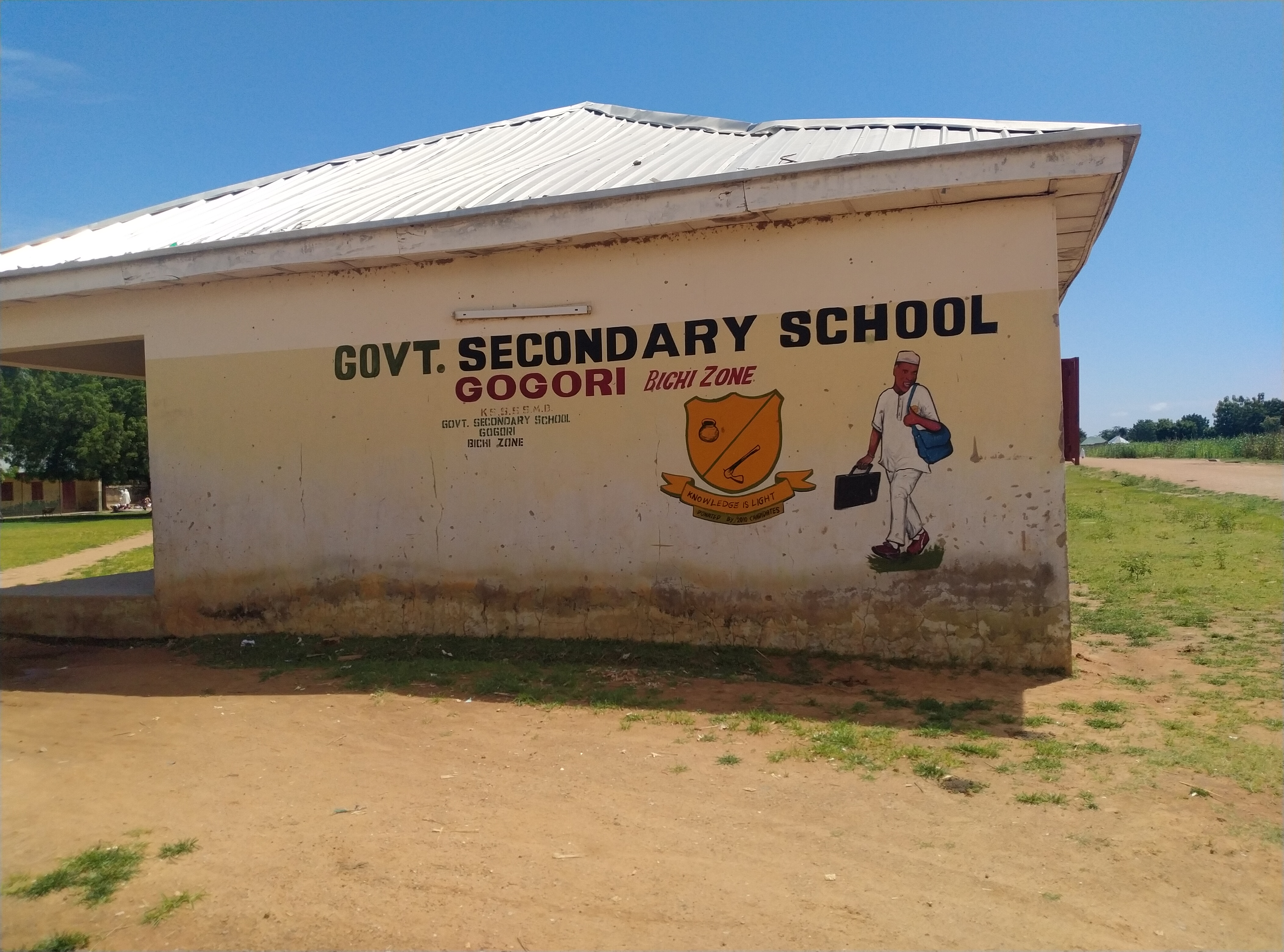